# Gonodonta sphenostigma
Gonodonta sphenostigma är en fjärilsart som beskrevs av Todd 1973. Gonodonta sphenostigma ingår i släktet Gonodonta och familjen nattflyn. Inga underarter finns listade i Catalogue of Life.